# Minami Tsuda
Minami Tsuda (津田 美波 Tsuda Minami?,  Prefectura de Kanagawa, Japón, 8 de junio de 1989) es una actriz de voz japonesa, afiliada a Aoni Production

## Filmografía

### Anime
2010
- Pokémon Negro y Blanco - Axew de Iris, Erina, Momocchi
- Rainbow: Nisha Rokubō no Shichinin - Shigeo

2011
- Fractale - Phryne
- Sket Dance - Sakiko Takashima
- YuruYuri - Yui Funami

2012
- Accel World - Michiru Mita
- Guilty Crown - Jun Samukawa Ritsu Takarada, Shū Ōma
- High School DxD - Chiris
- Inu x Boku SS - Kotarō Kawasumi
- Pretty Rhythm - Karin Shijimi
- Saint Seiya Ω - Rei
- Saki - Hatsuse Okahashi
- Smile PreCure! - Kiyomi Onōshiro
- YuruYuri♪♪ - Yui Funami

2013
- Yuyushiki - Yui Ichii
- Ro-Kyu-Bu! - Tsubaki Takenaka
- Adventures in Unova and Beyond - Axew de Iris
- Pokémon BW: Adventures in Unova - Axew de Iris
- Fantasista Doll - Sasara
- Aoki Hagane no Arupejio, Iori Watanuki

2014
- Wake Up, Girls! - Megumi Yoshikawa
- Strike the Blood - Moegi Akatsuki
- Momo Kyun Sword - Onihime
- M3 the dark metal - Minashi
- Himegoto - No.1
- Locodol - Misato Mizumoto
- Amagi Brilliant Park - Salama
- Girl Friend Beta - Mutsumi Shigino
- Hero Bank - Nanten Minami
- Denki-gai no Honya-san - Sensei

2015
- Classroom Crisis - Makoto Ryouke
- Okusama ga Seito Kaichō! - Rin Misumi
- The Idolmaster Cinderella Girls - Miho Kohinata
- YuruYuri Nachuyachumi! - Yui Funami
- YuruYuri San Hai! - Yui Funami

2016
- Nijiiro Days - Anna Kobayakawa
- Kōkaku no Pandora - Proserpina
- Aikatsu Stars! - Hime Shiratori

2017
- ID-0 - Maya Mikuri

2018
- Citrus - Mei Aihara
- Death March Kara Hajimaru Isekai Kyōsōkyoku - Liza
- Black Clover - Sally

2021
- Kaifuku Jutsushi no Yarinaoshi - Norn Clatalissa Jioral
- Sakugan - Lynda

2023
- Oniichan wa Oshimai! - Momiji Hozuki
- Mahoutsukai no Yome SEASON 2 - Lucy Webster

### Videojuegos
2011
- Valkyria Chronicles 3 - Amy Apple , Frederica Lipps

2014
- Toukiden: Kiwami - Reki

2015
- Closers - Mistilteinn

2017
- Dead or Alive Xtreme Venus Vacation - Misaki

2022
- Xenoblade Chronicles 3 - Mio
- Azur Lane - Seydlitz

2025
- Venus Vacation Prism: Dead or Alive Xtreme - Misaki

### Películas
- Arpeggio of Blue Steel DC, Iori Watanuki
- Book Girl - Maika Inoue
- Pokémon: Negro—Victini y Reshiram y Blanco—Victini y Zekrom - Axew de Iris
- Pokémon: Kyurem vs. El Espadachin Místico - Axew de Iris
- Pokémon: Genesect y el despertar de una leyenda - Axew de Iris
- Wake Up, Girls! - Seven Idols - Megumi Yoshikawa

### Doblaje
- Game of Thrones - Sansa Stark[2]
- Jake y los piratas del país de Nunca Jamás - Cubby[3]

### CD dramas
- Citrus – Mei Aihara